# 一英里 (亞利桑那州)
一英里（英語：One Mile）是位於美國亞利桑那州可可尼諾縣的一個非建制地區。該地的面積和人口皆未知。

## 地理
一英里的座標為36°48′18″N 112°03′16″W / 36.80500°N 112.05444°W，而該地的平均海拔高度為1863米（即6112英尺）。